# 小序大戟
小序大戟（学名：Euphorbia parvicyathophora），又名花前大戟，是馬達加斯加一種特有的大戟屬植物。它們生長在岩石區，但受到環境破壞的威脅。